# Galunggung
Galunggung (en indonesio Gunung Galunggung), es un estratovolcán ubicado en la Isla de Java, en Indonesia.

## Erupciones

### Erupción de 1822
El volcán hizo erupción el 8 de octubre de 1822, siendo la primera erupción histórica de este, ocasionó la muerte de 4.011 personas y un Índice de explosividad volcánica de 5, la lava se extendió a 24 kilómetros de este.

### Erupción de 1982

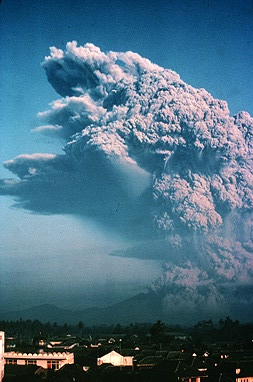
Galunggung, 16 de agosto de 1982.

El volcán entró en erupción en abril de 1982, y cesó su actividad en enero de 1983, ocasionando 68 muertes y un índice de explosividad volcánica de 4, extendiendo la lava a 10 kilómetros del cráter. Se estima que los daños ocurridos tuvieron un costo de 15 millones de dólares y la inhabilitación de 22 pueblos.